# Boeing X-37
Boeing X-37 – amerykański bezzałogowy orbiter kosmiczny wielokrotnego użytku. Jest on wynoszony w przestrzeń kosmiczną za pomocą rakiety nośnej, po czym ponownie wchodzi w ziemską atmosferę i ląduje na pasie startowym. X-37 jest obsługiwany przez Department of the Air Force Rapid Capabilities Office we współpracy z Siłami Kosmicznymi Stanów Zjednoczonych. Orbiter jest pochodną wcześniejszego Boeinga X-40. Projekt X-37 rozpoczął się jako projekt NASA w 1999 roku, a następnie został przeniesiony do Departamentu Obrony Stanów Zjednoczonych w 2004 roku, a do 2019 roku projekt był zarządzany przez amerykańskie Dowództwo Operacji Kosmicznych.
X-37 przeprowadził swój pierwszy lot podczas testu zrzutu w 2006 roku, a jego pierwszy lot orbitalny został przeprowadzony w kwietniu 2010 roku za pomocą rakiety Atlas V, po czym powrócił on na Ziemię w grudniu 2010 roku. W trakcie przeprowadzenia kolejnych lotów stopniowo wydłużano czas misji orbitera, osiągając 780 dni na orbicie okołoziemskiej podczas piątej misji orbitera, która jako pierwsza mogła zostać przeprowadzona dzięki rakiecie Falcon 9. Szósta misja orbitera została przeprowadzona 17 maja 2020 roku i zakończyła się 12 listopada 2022 roku, osiągając łącznie 908 dni na orbicie okołoziemskiej. Siódma misja orbitera została przeprowadzona 28 grudnia 2023 roku i została wyniesiona za pomocą rakiety Falcon Heavy, jako pierwsza osiągnęła wysoką orbitę okołoziemską, lądując w marcu 2025 roku po 434 dniach w przestrzeni kosmicznej.

## Parametry techniczne
- Zasilanie: ogniwa słoneczne z arsenku galu i akumulatory litowo-jonowe
- Ładownia: 2,1 × 1,2 m
- Dostępna orbita: niska orbita okołoziemska (LEO)
- Prędkość na orbicie: 28 044 km/godz.
- Czas przebywania na orbicie: nawet 900 dni (z możliwością przedłużenia lotu)[10]

## Wykaz lotów
| Lot   | Pojazd | Miejsce startu         | Data startu                 | Data lądowania                  | Rakieta nośna    | Misja   | Czas trwania                  | Uwagi | Status |
| ----- | ------ | ---------------------- | --------------------------- | ------------------------------- | ---------------- | ------- | ----------------------------- | --- | ------ |
| OTV-1 | 1      | Cape Canaveral, SLC-41 | 22 kwietnia 2010, 23:52 UTC | 3 grudnia 2010, 09:16 UTC       | Atlas V 501      | USA-212 | 224 dni, 9 godzin, 24 minuty  | - Pierwszy lot konfiguracji Atlas V 501 - Pierwsze amerykańskie autonomiczne lądowanie na pasie startowym - Pierwszy lot X-37B - Pierwsze lądowanie na pasie w Vandenberg Space Force Base                                                                   | Sukces |
| OTV-2 | 2      | Cape Canaveral, SLC-41 | 5 marca 2011, 22:46 UTC     | 16 czerwca 2012, 12:48 UTC      | Atlas V 501      | USA-226 | 468 dni, 14 godzin, 2 minuty  | - Pierwszy lot drugiego egzemplarza X-37B - Lądowanie na pasie w Vandenberg Space Force Base | Sukces |
| OTV-3 | 1      | Cape Canaveral, SLC-41 | 11 grudnia 2012, 18:03 UTC  | 17 października 2014, 16:24 UTC | Atlas V 501      | USA-240 | 674 dni, 22 godziny, 21 minut | - Drugi lot pierwszego egzemplarza X-37B - Lądowanie na pasie w Vandenberg Space Force Base | Sukces |
| OTV-4 | 2      | Cape Canaveral, SLC-41 | 20 maja 2015, 15:05 UTC     | 7 maja 2017, 11:47 UTC          | Atlas V 501      | USA-261 | 717 dni, 20 godzin, 42 minuty | - Drugi lot drugiego egzemplarza X-37B - Pierwsze lądowanie na pasie w Shuttle Landing Facility | Sukces |
| OTV-5 | 2      | Kennedy, LC-39A        | 7 września 2017, 14:00 UTC  | 27 października 2019, 07:51 UTC | Falcon 9 Block 4 | USA-277 | 779 dni, 17 godzin, 51 minut  | - Trzeci lot drugiego egzemplarza X-37B - Pierwszy lot X-37B na rakiecie Falcon 9 należącej do firmy SpaceX - Lądowanie na pasie w Shuttle Landing Facility                                                                                                  | Sukces |
| OTV-6 | 1      | Cape Canaveral, SLC-41 | 17 maja 2020, 13:14 UTC     | 12 listopada 2022, 10:22 UTC    | Atlas V 501      | USA-299 | 908 dni, 21 godzin, 8 minut   | - Trzeci lot pierwszego egzemplarza X-37B - Pierwszy lot X-37B zrealizowany przez USSF - Najdłuższa misja X-37B - Lądowanie na pasie w Shuttle Landing Facility                                                                                              | Sukces |
| OTV-7 | 2      | Kennedy, LC-39A        | 29 grudnia 2023, 01:07 UTC  | 7 marca 2025, 07:22 UTC         | Falcon Heavy     | USSF-52 | 434 dni, 6 godzin, 15 minut   | - Czwarty lot drugiego egzemplarza X-37B - Pierwszy lot X-37B na rakiecie Falcon Heavy należącej do firmy SpaceX - Pierwszy lot poza niską orbitą okołoziemską, wyniesienie na wysoką orbitę okołoziemską - Lądowanie na pasie w Vandenberg Space Force Base | Sukces |

### OTV-1

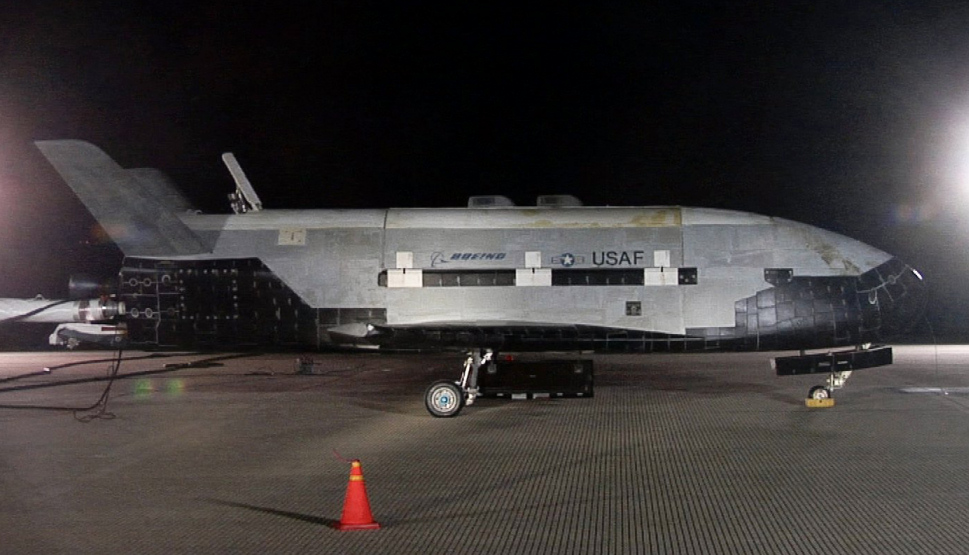
X-37B na pasie startowym po wylądowaniu na terenie Vandenberg Space Force Base pod koniec misji USA-212, 3 grudnia 2010 roku

Pierwszy orbiter X-37B został wystrzelony wraz ze swoją pierwszą misję o kryptonimie USA-212 na rakiecie Atlas V ze stanowiska startowego LC-41 znajdującego się w Cape Canaveral Space Force Station, 22 kwietnia 2010 roku o godzinie 23:52 UTC. Orbiter znalazł się na niskiej orbicie okołoziemskiej w celu przeprowadzenia testów. Podczas gdy Siły Powietrzne Stanów Zjednoczonych ujawniły niewiele szczegółów orbitalnych misji, hobbystyczni astronomowie twierdzili, że zidentyfikowali orbiter przebywający na orbicie. 22 maja 2010 roku orbiter znajdował się pod nachyleniem 39,99°, okrążając Ziemię raz na 90 minut na orbicie. Orbiter działał na wysokości typowej dla wojskowych satelitów rozpoznawczych.
30 listopada 2010 roku, Siły Powietrzne Stanów Zjednoczonych ogłosiły możliwe lądowanie orbitera X-37 w od 3 do 6 grudnia 2010 roku. Zgodnie z planem X-37B pomyślnie wylądował na terenie Vandenberg Space Force Base, 3 grudnia 2010 roku o godzinie 09:16 UTC, przeprowadzając pierwsze w historii Stanów Zjednoczonych autonomiczne lądowanie orbitera na pasie startowym. Było to pierwsze takie lądowanie od czasu radzieckiego wahadłowca Buran w 1988 roku. Pierwszy orbiter X-37B w ramach misji USA-212, spędził w kosmosie 224 dni, 9 godzin i 24 minuty.

### OTV-2

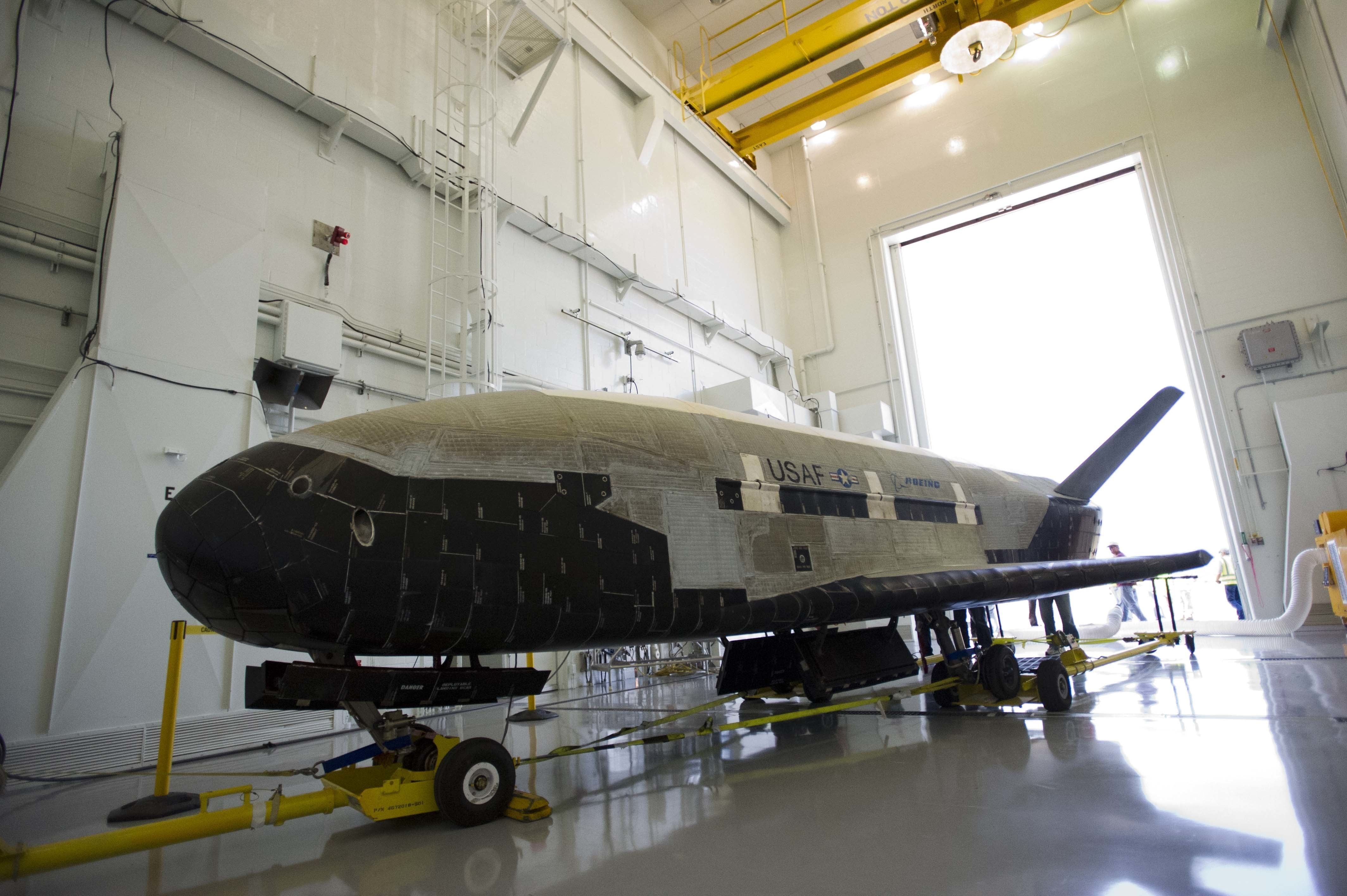
X-37B po powrocie z misji USA-226, 15 czerwca 2012 roku

Drugi orbiter X-37B został wystrzelony wraz ze swoją pierwszą misję o kryptonimie USA-226 na rakiecie Atlas V ze stanowiska startowego LC-41 znajdującego się w Cape Canaveral Space Force Station, 5 marca 2011 roku o godzinie 22:46 UTC. Misja została utajniona i opisana przez amerykańskie wojsko jako próba przetestowania nowych technologii kosmicznych. 29 listopada 2011 roku Siły Powietrzne Stanów Zjednoczonych ogłosiły, że misja USA-226 zostanie przedłużona poza standardowy 270-dniowy okres misji. W kwietniu 2012 roku generał William L. Shelton z Dowództwa Sił Kosmicznych Stanów Zjednoczonych ogłosił trwającą misję USA-226 „spektakularnym sukcesem”.
30 maja 2012 roku Siły Powietrzne Stanów Zjednoczonych ogłosiły możliwe lądowanie orbitera X-37 w czerwcu 2012 roku. Orbiter wylądował autonomicznie na terenie Vandenberg Space Force Base, 16 czerwca 2012 roku, spędzając w kosmosie 468 dni i 14 godzin.

### OTV-3
Trzecia misja i drugi lot pierwszego orbitera X-37B była pierwotnie zaplanowana na 25 października 2012 roku, ale została przełożona z powodu awarii silnika rakiety Atlas V. Misja pomyślnie wystartowała ze stanowiska startowego LC-41 znajdującego się w Cape Canaveral Space Force Station, 11 grudnia 2012 roku o godzinie 18:03 UTC. Po umieszczeniu orbitera na niskiej orbicie okołoziemskiej, misja orbitera otrzymała kryptonim USA-240. Orbiter wylądował autonomicznie na terenie Vandenberg Space Force Base, 17 października 2014 roku o godzinie 16:24 UTC, spędzając w kosmosie 674 dni i 22 godziny.

### OTV-4
Drugi orbiter X-37B został wystrzelony w ramach swojej drugiej misji o kryptonimie AFSPC-5 za pomocą rakiety Atlas V ze stanowiska startowego LC-41 znajdującego się w Cape Canaveral Space Force Station, 20 maja 2015 roku o godzinie 15:05 UTC. Po umieszczeniu orbitera na niskiej orbicie okołoziemskiej, misja orbitera otrzymała kryptonim USA-261. Celem misji orbitera było przeprowadzenie testu silnika Halla; XR-5A wyprodukowanego przez firmę Aerojet Rocketdyne w celu wsparcia budowy satelitów komunikacyjnych Advanced Extremely High Frequency. W ramach tej misji zostało także zrealizowane badanie zlecone przez NASA dotyczące zbadania wydajności różnych materiałów w przestrzeni kosmicznej przez co najmniej 200 dni. Orbiter spędził wówczas rekordowe 717 dni i 20 godzin w przestrzeni kosmicznej, po czym pomyślnie wylądował w na pasie startowym znajdującym się na terenie Shuttle Landing Facility, 7 maja 2017 roku o godzinie 11:47 UTC.

### OTV-5
Drugi orbiter X-37B został wystrzelony w ramach swojej trzeciej misji za pomocą rakiety Falcon 9 ze stanowiska startowego LC-39A znajdującego się w Kennedy Space Center, 7 września 2017 roku o godzinie 14:00 UTC, tuż przed nadejściem huraganu Irma. Po umieszczeniu orbitera na niskiej orbicie okołoziemskiej, misja orbitera otrzymała kryptonim USA-277, a sam orbiter został umieszczony na orbicie o większej inklinacji niż podczas poprzednich misji. Podczas lotu orbiter modyfikował swoją orbitę za pomocą pokładowego systemu napędowego. Chociaż cały ładunek użyteczny wyniesiony podczas misji USA-277 pozostał utajniony, Siły Powietrzne Stanów Zjednoczonych ogłosiły, że jednym z eksperymentów jest ASETS-II, który bada działanie drgającego ciepłowodu. Misja zakończyła się pomyślnym lądowaniem orbitera X-37B na pasie startowym znajdującym się na terenie Shuttle Landing Facility, 27 października 2019 roku o godzinie 07:51 UTC.

### OTV-6

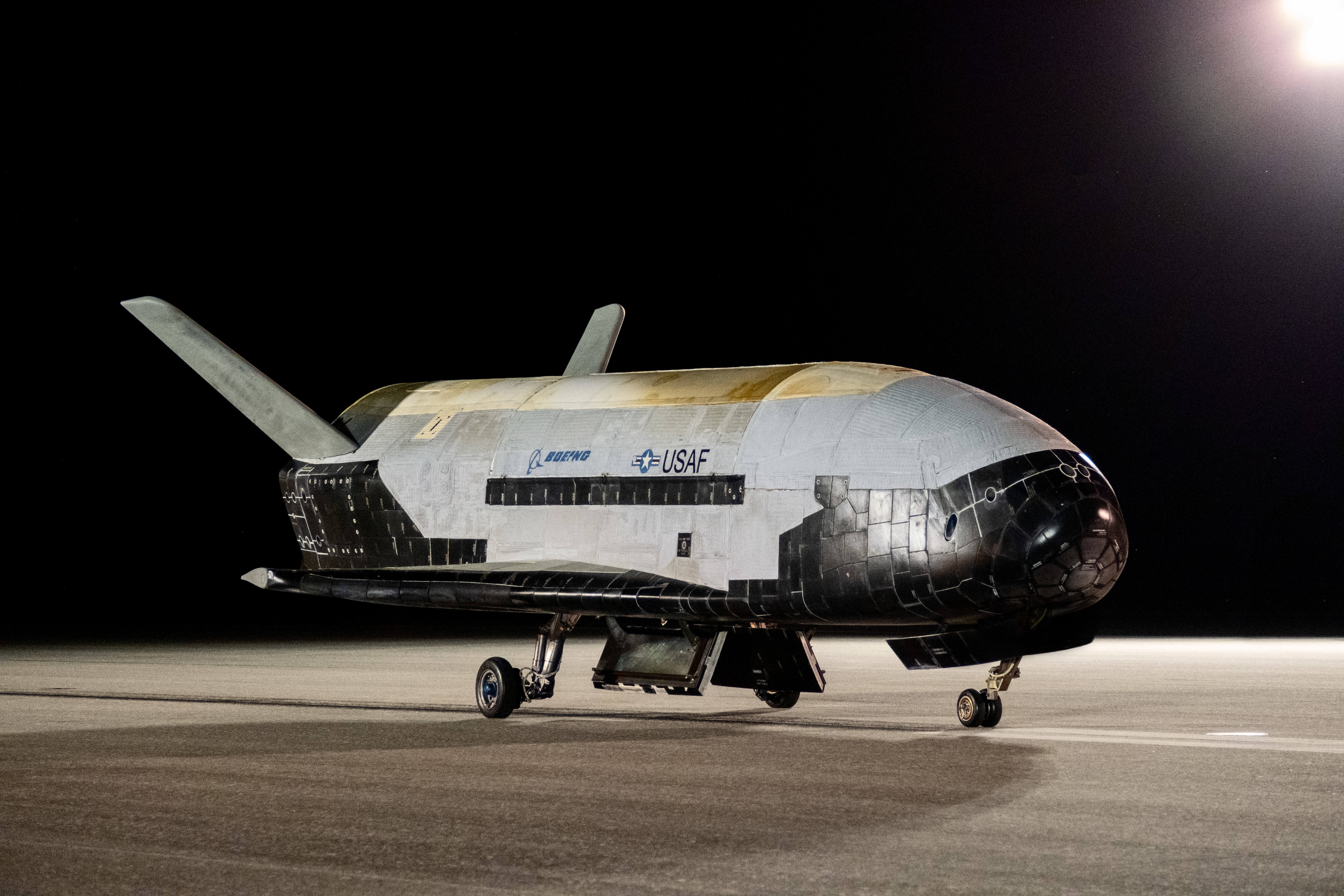
X-37B po wylądowaniu na pasie startowym Shuttle Landing Facility w Kennedy Space Center, 12 listopada 2022 roku

Pierwszy orbiter X-37B został wystrzelony w ramach swojej trzeciej misji o kryptonimie AFSPC-7 za pomocą rakiety Atlas V ze stanowiska startowego LC-41 znajdującego się w Cape Canaveral Space Force Station, 17 maja 2020 roku o godzinie 13:14 UTC. Misja ta była pierwszą misją orbitera X-37, podczas której do orbitera przymocowano moduł serwisowy, który miał służyć do przeprowadzania wielu eksperymentów. Misja zawiera znacznie więcej eksperymentów niż poprzednie loty orbitera X-37B, w tym dwa eksperymenty należące do NASA. Jednym z nich był próbnik oceniający reakcję wybranych materiałów na warunki panujące w przestrzeni kosmicznej. Drugi eksperyment badał wpływ promieniowania kosmicznego na nasiona, a trzeci eksperyment, który został zaprojektowany przez Naval Research Laboratory przekształcał energię słoneczną w energię mikrofalową o częstotliwości radiowej, a następnie badał przesyłanie tej energii na Ziemię.
X-37B wypuścił małego satelitę, ważącego 136 kilogramów o nazwie FalconSat-8 około 28 maja 2020 roku. Został on opracowany przez kadetów Akademii Sił Powietrznych Stanów Zjednoczonych we współpracy z Air Force Research Laboratory. Satelita ten miał przetestować nowatorski system napędu elektromagnetycznego, antenę o bardzo małej masie oraz komercyjne wyprodukowane koło reakcyjne, zapewniające kontrolę położenia w przestrzeni kosmicznej. Misja zakończyła się pomyślnym lądowaniem orbitera X-37B na pasie startowym znajdującym się na terenie Shuttle Landing Facility, 12 listopada 2022 o godzinie 10:22 UTC.

### OTV-7

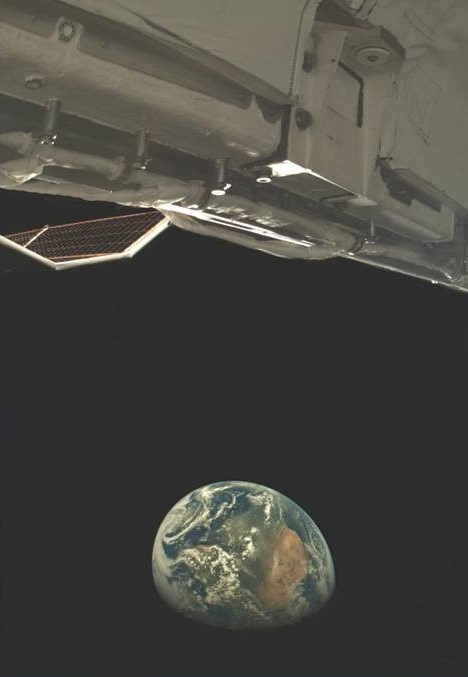
Zdjęcie Ziemi z kamery pokładowej orbitera X-37B w 2024 roku

Drugi orbiter X-37B został wystrzelony w ramach swojej czwartej misji miał zostać wyniesiony w kosmos za pomocą rakiety Falcon Heavy należącej do firmy SpaceX, 12 grudnia 2023 roku, jednak start misji został przełożony na 28 grudnia 2023 roku, a ostatecznie misja rozpoczęła się 29 grudnia o godzinie 01:07 UTC. Orbita na którą został wystrzelony X-3B znajdowała się wyżej niż orbita jakikolwiek samolotu kosmicznego w przeszłości, ponieważ znajdowała się na silnie eliptycznej wysokiej orbicie okołoziemskiej. W październiku 2024 roku orbiter X-37B miał zrealizować kilka manewrów hamowania aerodynamicznego, aby móc bezpiecznie pozbyć się swojego modułu serwisowego. Orbiter wylądował autonomicznie na terenie Vandenberg Space Force Base, 7 marca 2025 roku o godzinie 07:22 UTC, spędzając w przestrzeni kosmicznej łącznie 434 dni, 6 godzin i 15 minut.

## Warianty

### X-37A
X-37A był wstępną wersją orbitera kosmicznego należącego do NASA, która była używana i wykorzystywana w ramach lotów testowych w 2005 i 2006 roku.

### X-37B
X-37B to zmodyfikowana wersja X-37A, opracowana pierwotnie dla NASA. X-37B został zbudowany w dwóch egzemplarzach na zlecenie Sił Powietrznych Stanów Zjednoczonych i jest wykorzystywany do realizacji misji orbitalnych.

### X-37C
W 2011 roku Boeing ogłosił plany opracowania powiększonej wersji X-37B, określanej jako X-37C. Projekt zakładał zwiększenie rozmiarów pojazdu o 165–180% w stosunku do X-37B, co umożliwiłoby transport do sześciu astronautów. Jako rakietę nośną dla tego wariantu zaproponowano Atlasa V. X-37C mógłby potencjalnie konkurować z komercyjną kapsułą Starliner. Od 2024 roku, po wyborze przez NASA kapsuł Starliner i Crew Dragon należących do SpaceX, nie ogłoszono dalszych prac nad programem X-37C.